# Goorstorf
Goorstorf ist ein Ortsteil der Gemeinde Bentwisch im Landkreis Rostock in Mecklenburg-Vorpommern (Deutschland). Goorstorf liegt nordöstlich von Rostock und nordwestlich von Bentwisch und der B 105, unweit der Abfahrt Rostock/Ost der Autobahn A19. Unweit des Ortsteils befindet sich das Einkaufszentrum Hanse-Center.

## Geschichte
Der Ort ist vermutlich identisch mit einem 1211 erwähnten Ort Goderack, bzw. S. Godehardi, was einstmals eine bedeutende slawische Stadt gewesen sein kann. Es gehörte mit anderen Dörfern in der Umgebung zum Toitenwinkel, der jahrhundertelang im Besitz der Familie Moltke war. 1930 wurde der Ort als Gutshof mit 57 Einwohnern genannt. Am 1. Juli 1950 wurde Goorstorf nach Bentwisch eingemeindet. Seit dem Ende der 1990er-Jahre ist der Ort durch den Bau neuer Eigenheime beträchtlich gewachsen.

## Sehenswürdigkeiten
Ein Denkmal im Dorf für die Gefallenen des Ersten Weltkrieges steht unter Denkmalschutz.